# Gurubira tristis
Gurubira tristis är en skalbaggsart som först beskrevs av Louis Alexandre Auguste Chevrolat 1859.  Gurubira tristis ingår i släktet Gurubira och familjen långhorningar.
Artens utbredningsområde är Uruguay. Inga underarter finns listade i Catalogue of Life.